# フェイジャン

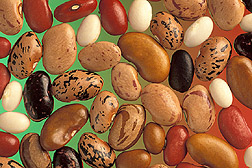
様々なフェイジャオン

フェイジャオンもしくはフェイジョン、フェジョン（ポルトガル語：feijão）とは、豆類の総称。通常はインゲンマメ（Phaseolus vulgaris）を指す。また、インゲンマメを煮た料理のこと。

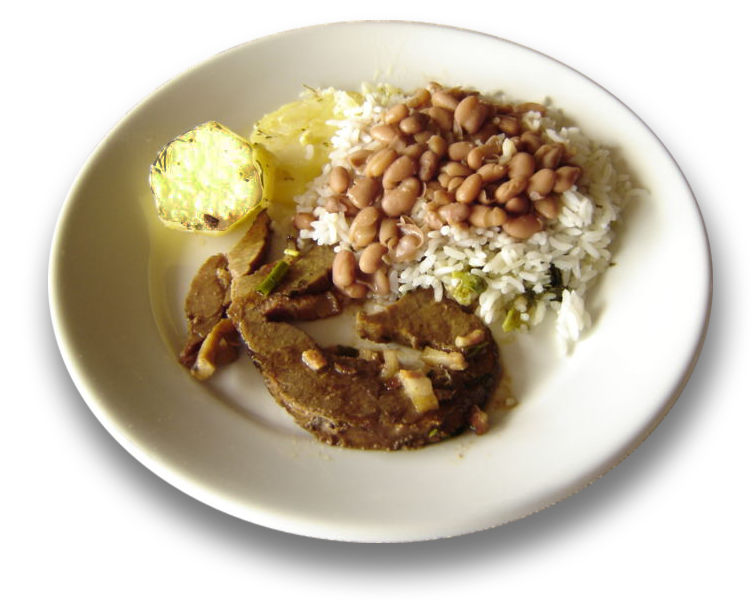
フェイジャオン・コン・アホイス、リオデジャネイロ州

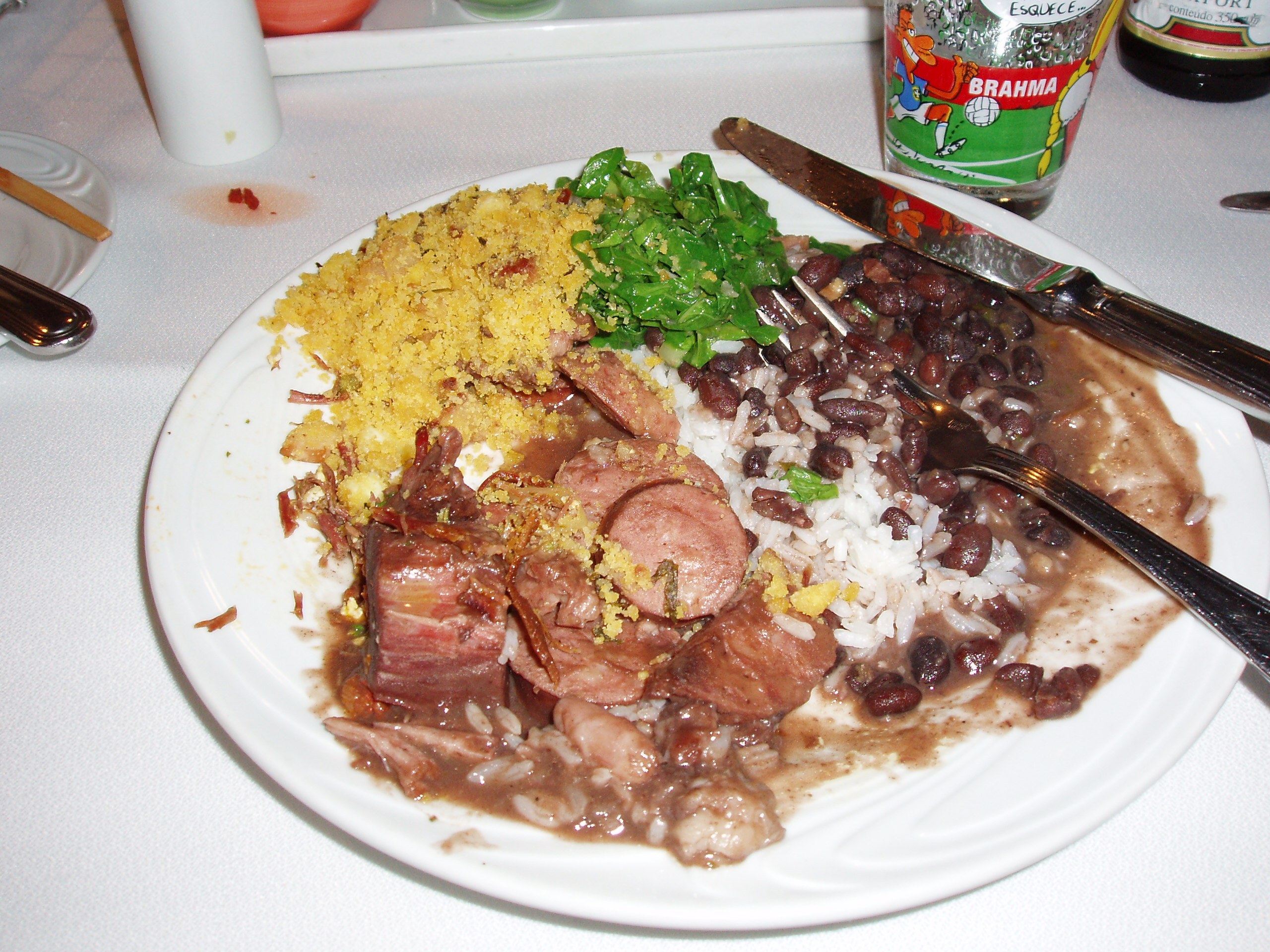
フェジョアーダ

ブラジルでは、「フェイジャオン・コン・アホイス」（feijão com arroz）または「アホイス・エ・フェイジャオン」（arroz e feijão）として多くの人が毎日のように白米にかけて食べる家庭の味（家庭料理）である。またブラジルではレストランでも主要な副菜として大抵メニューに載っている。
フェイジャオンとともに豚肉や牛肉を煮込んだ料理はフェジョアーダ（フェイジョアーダ）と呼ばれる。
黒インゲン豆、白インゲン豆（白花豆)、うずら豆、カリオカ豆などのインゲンマメの他、次のような豆がフェイジャオンと呼ばれる。
- フェイジャオン＝ドス＝セテ＝アノス（feijão-dos-sete-anos）：ベニバナインゲン（P. coccineus）
- フェイジャオン＝エスパディーニョ（feijão-espadinho）：ライマメ（P. lunatus）
- フェイジャオン＝フラデ（feijão-frade）：ササゲ（Vigna unguiculata）、黒目豆

他にもグリーンスプリットビーン、レンズマメ、ヒヨコマメなどの豆類が同様に調理されて食卓に上がる。